# نشيد لاتفيا الوطني
Dievs, svētī Latviju! (والله يبارك لاتفيا!) هو النشيد الوطني لاتفيا. كلمات وألحان بومانيس كارليس (Baumaņu كارليس، 1834-1904).

## تشكيل
وقد كتب في الموسيقى والقصائد الغنائية في عام 1873 من قبل بومانيس كارليس، وهو مدرس، والذي كان جزءا من حركة الشباب القومي في لاتفيا. وكان قد تردد أن بومانيس قد اقترض جزءا من كلمات من الأغنية الشعبية التي كان سونغ لضبط من حفظ الله الملكة، تعديل عليها وتضعها على الموسيقى من تلقاء نفسه. وكانت كلمات بومانيس ومختلفة عن تلك الحديث: انه استخدم مصطلح «دول البلطيق» مترادف وبالتبادل مع «لاتفيا» و «لاتفيا»، هكذا جاء في الواقع «لاتفيا» فقط في بداية الآية الأولى. في وقت لاحق لمصطلح «لاتفيا» تم ازالتها واستبدالها مع «دول البلطيق» لتجنب فرض حظر على أغنية. وقد أدى ذلك إلى سوء الفهم أن مصطلح «لاتفيا» ليست جزءا من أغنية حتى عام 1920، عندما تم اختياره على أنه النشيد الوطني وكلمة «دول البلطيق» والاستعاضة عنها بعبارة «لاتفيا».
- مسؤول كلمات[4]

Dievs, svētī Latviju,
Mūs' dārgo tēviju,
Svētī jel Latviju,
Ak, svētī jel to! (repeat)
Kur latvju meitas zied,
Kur latvju dēli dzied,
Laid mums tur laimē diet,
Mūs' Latvijā! (repeat)
- الترجمة الإنكليزية إلى العربية

بارك الله في لاتفيا،
لدينا وطن الحبيب،
نحن نتوسل اليك، وبارك لاتفيا،
أوه، ونحن نتوسل اليك ان يبارك فيه! (اكرر)
حيث بنات اللاتفية بلوم،
حيث أبناء اللاتفية الغناء،
دعونا الرقص في السعادة هناك،
في لاتفيا لدينا! (اكرر)

## وصلات خارجية
- The National Anthem — the website "Welcome to Latvia" has a page about the national anthem with information, sheet music, and sound files.
- MIDI version at Wikimedia Commons.
- Latvia: Dievs, svētī Latviju! - Audio of the national anthem of Latvia, with information and lyrics
- Anthem على يوتيوبsung at the Latvian Song and Dance Festival in Latvia
- Anthem على يوتيوبpipe organ recordings of Christian hymns and sung in church